# Amy Cragg
Amy Cragg (Long Beach (California), Estados Unidos, 21 de enero de 1984) es una atleta estadounidense, especialista en la prueba de maratón, con la que ha logrado ser medallista de bronce mundial en 2017.

## Carrera deportiva
En el Mundial de Londres 2017 gana la medalla de bronce en la maratón, quedando por detrás de la bareiní Rose Chelimo y la keniana Edna Kiplagat (plata).